# جودی میشل گرینهام
جودی میشل گرینهام (زاده ۲۶ ژوئیه ۱۹۹۳ میلادی - ۴ امرداد ۱۳۷۲ خورشیدی) یک تیرانداز بریتانیایی است که بریتانیای کبیر را در بازی‌های پارالمپیک تابستانی نمایندگی می‌کند. او سابقه کسب مدال طلا در پارالمپیک تابستانی ۲۰۲۴ در پاریس، مدال نقره در پارالمپیک تابستانی ۲۰۱۶ در ریو در بخش کامپاند مخلط تیمی و همچنین مدال برنز در پارالمپیک تابستانی ۲۰۲۴ پاریس در بخش کامپاند انفرادی را دارد؛ درحالی‌که در ماه هفتم بارداری فرزند دومش بود.

## زندگی شخصی
گرینهام با دست چپ کوچک‌تر زاده شد، که در آن تنها نیمی از انگشت شست وجود دارد. او نخستین فردی بود که با چنین معلولیتی اقدام به تیراندازی با کمان کرد، بنابراین برای جلوگیری از شکستن قانون پارالمپیک (مبنی بر اینکه کمان نباید به کماندار متصل شود، گرینهام و پدرش سیمون روش جدیدی برای کمک به او برای گرفتن کمان ایجاد کردند.
او دانش‌آموختهٔ مدرسه حقوق BPP در واترلو، در لندن بود.

## دوران حرفه‌ای

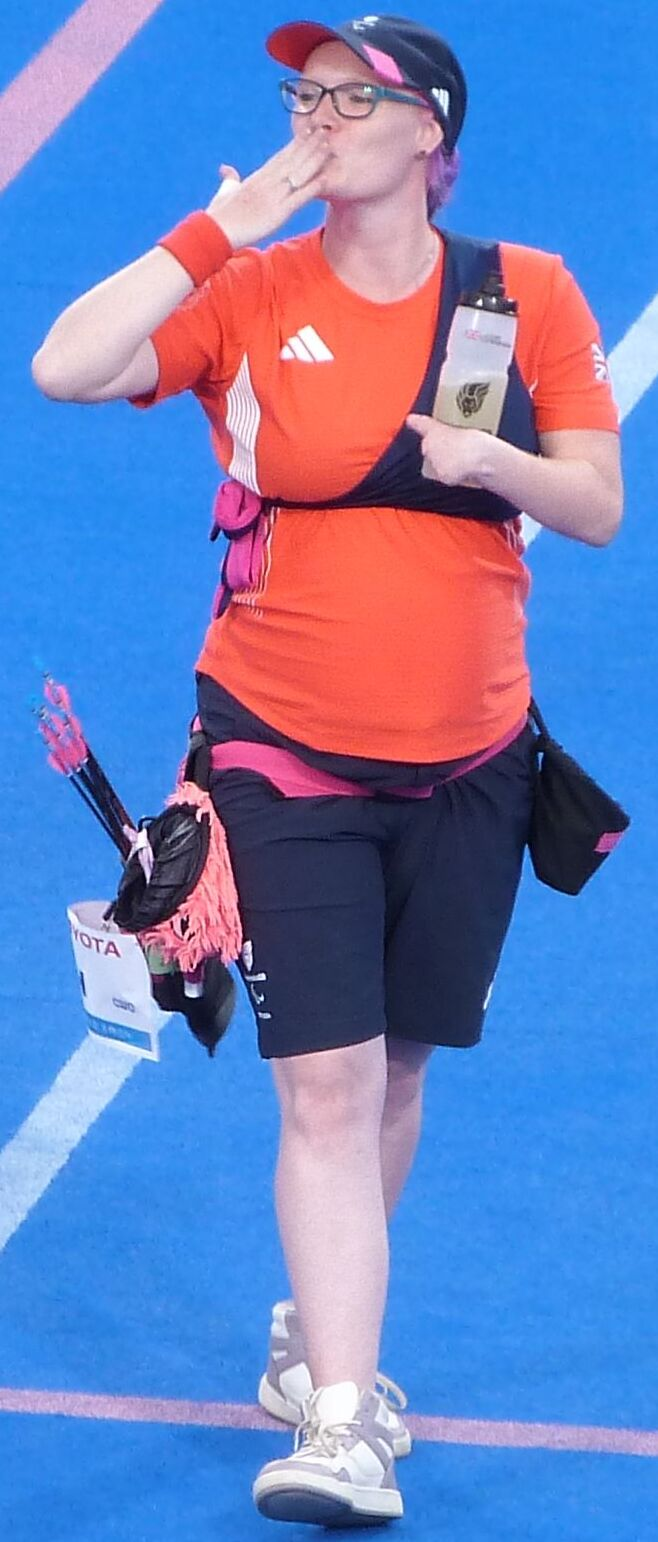
گرینهام در پارالمپیک تابستانی ۲۰۲۴

گرینهام تیراندازی با کمان را در سال ۲۰۰۸ آغاز کرد. او نخستین کسی بود که برای تیم بریتانیا در سال ۲۰۱۴ برگزیده شد، و مسابقات قهرمانی پارا تیراندازی در سال ۲۰۱۵ آلمان را با کسب جایگاه هفتم به پایان رساند.

### پارالمپیک تابستانی ۲۰۱۶
گرینهام در پارالمپیک تابستانی ۲۰۱۶ در بخش کامپاند انفرادی زنان و کامپاند تیمی باز شرکت کرد.
در بخش انفرادی، گرینهام در مرحله یک‌چهارم نهایی در برابر سمیه عباس‌پور از ایران قرار گرفت که این مسابقه را واگذار کرد.
در رویداد تیمی، گرینهام هم‌تیمی جان استابس بود. در بخش رده‌بندی، این دو در میان ۱۰ تیم با کسب ۱۳۲۴ امتیاز در رتبه پنجم قرار گرفتند. آنها پس از پیروزی در برابر ایتالیا در مرحله یک‌چهارم نهایی و کره جنوبی در نیمه‌نهایی، در بازی پایانی با چین رو در رو شدند و بازی را ۱۵۱–۱۴۳ به این تیم واگذار کردند و به مدال نقره دست یافتند.

### پارالمپیک تابستانی ۲۰۲۴
گرینهام همچنین در دو بخش کامپاند انفرادی زنان و کامپاند تیمی مختلط در پارالمپیک تابستانی ۲۰۲۴ در پاریس شرکت کرد. او با کسب ۶۹۳ امتیاز، بهترین رکورد خود را به‌دست‌آورد و مدال برنز کسب کرد. همچنین گرینهام توانست در بخش کامپاند مختلط تیمی به همراه ناتان مک‌کویین، به مدال طلا دست یابد.
گرینهام همچنین نخستین ورزشکار پارالمپیک بود که در دوران بارداری در این مسابقات شرکت کرد. در دوران مسابقات، او در هفتمین ماه بارداری بود.